# Sebastián Martínez y Pérez
Sebastián Martínez y Pérez (Treguajantes, La Rioja, 25 de noviembre de 1747 – Murcia, 24 de noviembre de 1800) fue un político y comerciante español ilustrado, conocido también como coleccionista de libros, grabados, y pinturas.

## Biografía
Aunque nacido en el Camero Viejo, primero viajó a Sevilla en 1758, pero finalmente se estableció en Cádiz en 1771, donde llegó a ser tesorero del comité de finanzas. En esta próspera ciudad portuaria, que en el siglo XVIII mantenía abundantes relaciones comerciales con Inglaterra, fundó la sociedad de vinos de Jerez de Martínez y Cía. que comenzó la exportación de vinos andaluces al Reino Unido.
Como experto en economía y finanzas, fue nombrado en 1799 Tesorero Mayor del Reino, lo que le obligó a establecerse en Madrid. Allí había intimado años antes con el pintor Francisco de Goya. Fruto de esta relación, el pintor plasmó en 1792 un retrato del distinguido ilustrado (ahora conservado en el Metropolitan Museum de Nueva York) con la siguiente dedicatoria: «A Don Sebastián Martínez por su amigo Goya. 1792». En él le vemos vistiendo a la última moda, con levita a rayas. Goya pasó desde enero de 1793 seis meses en la casa que Martínez tenía en Cádiz, convaleciente de una seria enfermedad que le provocó su sordera. Allí fue atendido por don Sebastián, quien le procuró el mejor tratamiento médico. Agradecido, Goya intercedió en 1796 para que el comerciante fuera nombrado académico de honor de la Real Academia de Bellas Artes de San Fernando.
En 1799, Martínez volvió a establecerse en Madrid por haber sido nombrado Tesorero General y Consejero del Rey, formando parte del Real Consejo de Hacienda. Se jubiló hacia la mitad de 1800 y falleció pocos meses después en la ciudad de Murcia en una casa de su propiedad.

## Sus colecciones
Fue conocido por poseer una importante biblioteca y pinacoteca. Entre los ejemplares de obras literarias que albergaba su biblioteca destacaron los libros de estética y bellas artes, con tratados de Mengs, Muratori o Campomanes.
Su biblioteca contaba con más de mil ejemplares de temáticas diversas. Aparte de coleccionar obras pertenecientes a la ilustración española (poseía obras de Feijoo y Jovellanos), destacaba por contener numerosos libros en francés, entre los que podemos citar literatura de Boileau, Condillac, Descamps, Bosse o los abates Dubois y Batteux. También tenía libros italianos (Baldinucci, Bellori, Lomazzo, Milizia y Vasari entre otros), entre los que cabe citar la Storia dell Arti del disegno preso gli antichi (1783-1794) de Winckelmann y Le Arti de Bologna (1646), de Annibale Carracci, una colección de grabados importante en punto a la evolución del arte de la estampa en el barroco.
Llegó a contar con una colección de 743 cuadros de diversos géneros, épocas y procedencias; la colección privada más importante de Europa en su época. Tenía también miles de estampas (Piranesi, Hogarth, Giambattista Tiepolo) y contaba con esculturas, instrumentos de música, mobiliario, objetos de plata labrada y máquinas de precisión. Con respecto a las obras pictóricas que conservaba, había pintura flamenca y de paisaje y algunos cuadros de Velázquez (Santa Rufina) y Murillo, dentro de un llamativo elenco de artistas, si bien ahora resulta imposible comprobar las autorías pues el conjunto se dispersó: Tiziano, Leonardo da Vinci, Cano, Ribera, Guido Reni, Rubens, Van Ostade, Pompeo Batoni, Morales, Maella, Mengs, Giulio Romano.... Incluso puede ser que allí conociera Goya los dibujos de John Flaxman que copió posteriormente. La estancia del pintor aragonés en casa del prócer gaditano durante su grave enfermedad de 1793, supuso un impulso definitivo para la consolidación de su estilo, y quizá allí fuera informado de las corrientes que sobre lo sublime circulaban por Europa.